# Казарка (Ярославская область)
Каза́рка — деревня в Ростовском районе Ярославской области России. Входит в состав сельского поселения Ишня.. 
Расположена в 186 км от Москвы, 61 км от Ярославля, 12 км от Ростова, 4 км от федеральной автотрассы М8 «Холмогоры» (в частности от европейского маршрута E 115) и в 5 км от ближайшей железнодорожной станции Деболовская.
Население Казарки на 1 января 2010 г. составляет 0 чел.

## История
В 1859 году насчитывалось 23 двора, в которых проживало 159 жителей (60 мужчин и 99 женщин).
В 1898—1901 гг. по разным оценкам в селе располагалось от 24 до 29 дворов.

### Советское время
12 марта 1936 года колхоз им.518 предприятий деревни Зверинец и колхоз «Заветы Ильича» деревни Казарка Кустерского сельсовета сливаются в один колхоз — колхоз им. Кагановича (протокол общего собрания колхозников № 5 от 12 марта 1936 г.)
В январе 1947 года колхоз им. Кагановича Кустерского сельсовета разукрупняется на 2 колхоза: колхоз им. Кагановича деревни Зверинец и им. Жданова деревень Кустерь и Казарка. На этом же собрании заключается договор на социалистическое соревнование между этими колхозами.

## Население
| 2007 | 2010 |
| ---- | ---- |
| 3    | ↘0   |